# Ernst Langlotz
Ernst Langlotz (Ronneburg, 6 luglio 1895 – Bonn, 4 giugno 1978) è stato un archeologo e storico dell'arte tedesco.

## Biografia
Studiò archeologia classica, filologia e storia dell'arte presso le università di Lipsia e Monaco di Baviera, ricevendo il suo dottorato nel 1921. Come studente, le sue influenze furono l'archeologo Franz Studniczka (Lipsia) e lo storico dell'arte Heinrich Wölfflin (Monaco). Dopo la laurea, fece un viaggio di studio in Italia e in Grecia, dove incontrò Ernst Buschor ad Atene. Nel 1925 si laureò come professore all'Università di Würzburg e successivamente lavorò come conservatore al Museo Martin von Wagner.
Nel 1931 divenne professore associato presso l'Università di Jena, e due anni dopo, ottenne una cattedra a Francoforte. Dal 1941 al 1963 fu professore all'Università di Bonn, dove fu anche direttore dell'Akademisches Kunstmuseum.

## Opere principali
- Zur Zeitbestimmung der Strengrotfigurigen Vasenmalerei und der gleichzeitigen Plastik, 1920.
- Griechische Vasenbilder, 1922.
- Die archaischen Marmorbildwerke der Akropolis (con Hans Schrader e Walter-Herwig Schuchhardt, 1939).
- Archaische Plastik auf der Akropolis, 1941.
- Griechische Klassik, 1946.
- Phidiasprobleme, 1947.
- Die Darstellung des Menschen in der griechischen Kunst, 1948.
- Alkamenes-Probleme, 1952.
- Antike Klassik in heutiger Sicht, 195.
- Die Kunst der Westgriechen in Sizilien und Unteritalien, 1963.
- Ancient Greek sculpture of South Italy and Sicily (foto di Max Hirmer, tradotto da Audrey Hicks; 1965).
- The art of Magna Graecia: Greek art in southern Italy and Sicily (1965).
- Studien zur nordostgriechischen Kunst, 1975.[4]